# Bludesch
Bludesch è un comune austriaco di 2 361 abitanti nel distretto di Bludenz, nel Vorarlberg.